# Feyenoord in het seizoen 2008/09
Dit is een pagina met diverse statistieken van voetbalclub Feyenoord uit het seizoen 2008/2009.

## Wedstrijden

### Johan Cruijff Schaal

#### Finale
|                        |           |                           |     |                                                                      |
| 23 augustus 2008 20:45 | Feyenoord | 0 - 2 (0 - 0)             | PSV | Amsterdam ArenA, Amsterdam Toeschouwers: 37.000 Scheidsrechter: Blom |
| 23 augustus 2008 20:45 |           | 55' Lazović 67' Marcellis |     | Amsterdam ArenA, Amsterdam Toeschouwers: 37.000 Scheidsrechter: Blom |

### Eredivisie
|                        |                                           |               |                                        |                                                                   |
| 31 augustus 2008 14:30 | Heracles Almelo                           | 3 - 1 (1 - 1) | Feyenoord                              | Polman Stadion, Almelo Toeschouwers: 8.500 Scheidsrechter: Luinge |
| 31 augustus 2008 14:30 | Douglas 38' Klavan 60' Bridji 90' Quansah |               | 1' Bahia Van Bronckhorst 30' De Guzmán | Polman Stadion, Almelo Toeschouwers: 8.500 Scheidsrechter: Luinge |

|                         |                                                                                              |               |             |                                                                           |
| 13 september 2008 20:45 | Feyenoord                                                                                    | 5 - 0 (2 - 0) | FC Volendam | Stadion Feijenoord, Rotterdam Toeschouwers: 42.500 Scheidsrechter: Bossen |
| 13 september 2008 20:45 | Tomasson 14' (pen.), 30' (pen.) Biseswar 74', 82' G. Wijnaldum; Tomasson Mols 90+2' Biseswar |               |             | Stadion Feijenoord, Rotterdam Toeschouwers: 42.500 Scheidsrechter: Bossen |

|                         |                          |               |                                         |                                                                              |
| 21 september 2008 12:30 | Feyenoord                | 2 - 2 (0 - 1) | Ajax                                    | Stadion Feijenoord, Rotterdam Toeschouwers: 42.000 Scheidsrechter: Braamhaar |
| 21 september 2008 12:30 | Tomasson 50', 68' (pen.) |               | 39' Sarpong Suárez 69' Huntelaar Suárez | Stadion Feijenoord, Rotterdam Toeschouwers: 42.000 Scheidsrechter: Braamhaar |

|                         |                                     |               |                                       |                                                               |
| 28 september 2008 14:30 | FC Groningen                        | 3 - 1 (1 - 0) | Feyenoord                             | Euroborg, Groningen Toeschouwers: 22.000 Scheidsrechter: Blom |
| 28 september 2008 14:30 | De Roover 22' Berg 81', 90+2' Metaj |               | 30' Hofland 88' Bahia Van Bronckhorst | Euroborg, Groningen Toeschouwers: 22.000 Scheidsrechter: Blom |

|                      |           |                                           |        |                                                                            |
| 5 oktober 2008 14:30 | Feyenoord | 0 - 2 (0 - 0)                             | N.E.C. | Stadion Feijenoord, Rotterdam Toeschouwers: 43.000 Scheidsrechter: Kuipers |
| 5 oktober 2008 14:30 |           | 49' T. Janssen L. Davids 55' Ntibazonkiza |        | Stadion Feijenoord, Rotterdam Toeschouwers: 43.000 Scheidsrechter: Kuipers |

|                       |                      |               |           |                                                                             |
| 19 oktober 2008 14:30 | Willem II            | 1 - 0 (1 - 0) | Feyenoord | Willem II Stadion, Tilburg Toeschouwers: 13.750 Scheidsrechter: Wiedemeijer |
| 19 oktober 2008 14:30 | Demouge 23' Schenkel |               |           | Willem II Stadion, Tilburg Toeschouwers: 13.750 Scheidsrechter: Wiedemeijer |

|                       |                               |               |                                          |                                                                           |
| 26 oktober 2008 14:30 | Feyenoord                     | 2 - 2 (0 - 1) | sc Heerenveen                            | Stadion Feijenoord, Rotterdam Toeschouwers: 42.000 Scheidsrechter: Luinge |
| 26 oktober 2008 14:30 | Makaay 69' Mols 90+1' Hofland |               | 29' Henrique Sibon 46' Pranjić Grindheim | Stadion Feijenoord, Rotterdam Toeschouwers: 42.000 Scheidsrechter: Luinge |

|                       |                                      |       |                |                                                                  |
| 29 oktober 2008 20:00 | Sparta Rotterdam                     | 2 - 1 | Feyenoord      | Het Kasteel, Rotterdam Toeschouwers: 10.000 Scheidsrechter: Vink |
| 29 oktober 2008 20:00 | Slot 42' Strootman Poepon 87' Duplan |       | 40' Fer Greene | Het Kasteel, Rotterdam Toeschouwers: 10.000 Scheidsrechter: Vink |

|                       |         |                                                                                                   |           |                                                                              |
| 2 november 2008 12:30 | Roda JC | 0 - 4 (0 - 0)                                                                                     | Feyenoord | Parkstad Limburg Stadion, Kerkrade Toeschouwers: 16.095 Scheidsrechter: Blom |
| 2 november 2008 12:30 |         | 53' G. Wijnaldum Van Bronckhorst 57' Fer G. Wijnaldum 67' Makaay G. Wijnaldum 70' Biseswar Makaay |           | Parkstad Limburg Stadion, Kerkrade Toeschouwers: 16.095 Scheidsrechter: Blom |

|                       |                                                                                   |               |                          |                                                                              |
| 9 november 2008 14:30 | Feyenoord                                                                         | 5 - 2 (3 - 1) | FC Utrecht               | Stadion Feijenoord, Rotterdam Toeschouwers: 43.000 Scheidsrechter: Braamhaar |
| 9 november 2008 14:30 | Van Bronckhorst 5' Biseswar 27', 31' Fer; Bahia El Ahmadi 89' Makaay 90+1' Timmer |               | 33'Schut Caluwé 57' Neșu | Stadion Feijenoord, Rotterdam Toeschouwers: 43.000 Scheidsrechter: Braamhaar |

|                        |                   |               |                   |                                                                        |
| 16 november 2008 14:30 | FC Twente         | 1 - 1 (1 - 0) | Feyenoord         | De Grolsch Veste, Enschede Toeschouwers: 23.000 Scheidsrechter: Bossen |
| 16 november 2008 14:30 | N'Kufo 13' (pen.) |               | 53' (pen.) Makaay | De Grolsch Veste, Enschede Toeschouwers: 23.000 Scheidsrechter: Bossen |

|                        |                                            |               |              |                                                                            |
| 23 november 2008 12:30 | Feyenoord                                  | 3 - 1 (2 - 1) | ADO Den Haag | Stadion Feijenoord, Rotterdam Toeschouwers: 41.500 Scheidsrechter: Nijhuis |
| 23 november 2008 12:30 | Makaay 15' Bahia Fer 42' Bruins 53' Makaay |               | 9' Knopper   | Stadion Feijenoord, Rotterdam Toeschouwers: 41.500 Scheidsrechter: Nijhuis |

|                        |                         |               |                           |                                                             |
| 30 november 2008 12:30 | Vitesse                 | 1 - 1 (0 - 1) | Feyenoord                 | GelreDome, Arnhem Toeschouwers: 17.345 Scheidsrechter: Blom |
| 30 november 2008 12:30 | Verhaegh 76' Tarvajärvi |               | 2' Makaay Van Bronckhorst | GelreDome, Arnhem Toeschouwers: 17.345 Scheidsrechter: Blom |

|                       |                   |               |                                          |                                                                               |
| 7 december 2008 14:30 | Feyenoord         | 1 - 3 (0 - 1) | De Graafschap                            | Stadion Feijenoord, Rotterdam Toeschouwers: 45.000 Scheidsrechter: Van Boekel |
| 7 december 2008 14:30 | Hofland 79' Bahia |               | 11' Oost 50', 69' Den Ouden Fränkel (2x) | Stadion Feijenoord, Rotterdam Toeschouwers: 45.000 Scheidsrechter: Van Boekel |

|                        |           |                     |    |                                                                         |
| 13 december 2008 20:45 | Feyenoord | 0 - 1 (0 - 0)       | AZ | Stadion Feijenoord, Rotterdam Toeschouwers: 45.000 Scheidsrechter: Vink |
| 13 december 2008 20:45 |           | 56' Ari El Hamdaoui |    | Stadion Feijenoord, Rotterdam Toeschouwers: 45.000 Scheidsrechter: Vink |

|                        |             |               |           |                                                                           |
| 21 december 2008 14:30 | PSV         | 1 - 0 (0 - 0) | Feyenoord | Philips Stadion, Eindhoven Toeschouwers: 35.000 Scheidsrechter: Braamhaar |
| 21 december 2008 14:30 | Afellay 76' |               |           | Philips Stadion, Eindhoven Toeschouwers: 35.000 Scheidsrechter: Braamhaar |

|                        |                                                       |               |                     |                                                                               |
| 26 december 2008 14:30 | Feyenoord                                             | 3 - 1 (2 - 0) | NAC Breda           | Stadion Feijenoord, Rotterdam Toeschouwers: 41.500 Scheidsrechter: Van Hulten |
| 26 december 2008 14:30 | Biseswar 33' Fer 44', 63' Wattamaleo; Van Bronckhorst |               | 86' Amoah D. Gorter | Stadion Feijenoord, Rotterdam Toeschouwers: 41.500 Scheidsrechter: Van Hulten |

|                       |                                                              |               |                            |                                                                              |
| 16 januari 2009 20:45 | sc Heerenveen                                                | 3 - 1 (2 - 1) | Feyenoord                  | Abe Lenstra Stadion, Heerenveen Toeschouwers: 25.000 Scheidsrechter: Nijhuis |
| 16 januari 2009 20:45 | Nielsen 4' Beerens Pranjić 43' B. Kalou Smárason 71' Beerens |               | 38' Makaay Van Bronckhorst | Abe Lenstra Stadion, Heerenveen Toeschouwers: 25.000 Scheidsrechter: Nijhuis |

|                       |                      |               |                    |                                                                           |
| 24 januari 2009 20:45 | Feyenoord            | 1 - 1 (0 - 0) | Willem II          | Stadion Feijenoord, Rotterdam Toeschouwers: 44.250 Scheidsrechter: Luinge |
| 24 januari 2009 20:45 | Slory 90+3' Biseswar |               | 51' Janse Boutahar | Stadion Feijenoord, Rotterdam Toeschouwers: 44.250 Scheidsrechter: Luinge |

|                       |                            |               |           |                                                                               |
| 1 februari 2009 14:30 | N.E.C.                     | 1 - 0 (0 - 0) | Feyenoord | McDOS Goffertstadion, Nijmegen Toeschouwers: 12.500 Scheidsrechter: Braamhaar |
| 1 februari 2009 14:30 | Koenders 90+2' El Akchaoui |               |           | McDOS Goffertstadion, Nijmegen Toeschouwers: 12.500 Scheidsrechter: Braamhaar |

|                       |                      |               |                  |                                                                            |
| 4 februari 2009 20:00 | Feyenoord            | 1 - 0 (1 - 0) | Sparta Rotterdam | Stadion Feijenoord, Rotterdam Toeschouwers: 45.000 Scheidsrechter: Nijhuis |
| 4 februari 2009 20:00 | Biseswar 18' Nieveld |               |                  | Stadion Feijenoord, Rotterdam Toeschouwers: 45.000 Scheidsrechter: Nijhuis |

|                       |             |               |              |                                                                            |
| 8 februari 2009 14:30 | Feyenoord   | 0 - 0 (0 - 0) | FC Groningen | Stadion Feijenoord, Rotterdam Toeschouwers: 45.000 Scheidsrechter: Kuipers |
| 8 februari 2009 14:30 | Nieveld 42' |               |              | Stadion Feijenoord, Rotterdam Toeschouwers: 45.000 Scheidsrechter: Kuipers |

|                        |                                             |               |                    |                                                                      |
| 15 februari 2009 12:30 | Ajax                                        | 2 - 0 (0 - 0) | Feyenoord          | Amsterdam ArenA, Amsterdam Toeschouwers: 50.100 Scheidsrechter: Vink |
| 15 februari 2009 12:30 | Vermaelen 52' Kennedy Emanuelson 90' Suárez |               | 73', 82' Tiendalli | Amsterdam ArenA, Amsterdam Toeschouwers: 50.100 Scheidsrechter: Vink |

|                        |               |                                           |           |                                                                     |
| 22 februari 2009 14:30 | De Graafschap | 0 - 2 (0 - 0)                             | Feyenoord | De Vijverberg, Doetinchem Toeschouwers: 12.600 Scheidsrechter: Blom |
| 22 februari 2009 14:30 |               | 54' El Ahmadi Tomasson 90' Tomasson Slory |           | De Vijverberg, Doetinchem Toeschouwers: 12.600 Scheidsrechter: Blom |

|                    |                                                      |               |                                 |                                                                             |
| 1 maart 2009 14:30 | Feyenoord                                            | 2 - 2 (1 - 1) | Vitesse                         | Stadion Feijenoord, Rotterdam Toeschouwers: 46.000 Scheidsrechter: Liesveld |
| 1 maart 2009 14:30 | G. Wijnaldum 41' Biseswar Makaay 72' Van Bronckhorst |               | 17' Hofs 60' Stevanovič Nilsson | Stadion Feijenoord, Rotterdam Toeschouwers: 46.000 Scheidsrechter: Liesveld |

|                    |                      |               |                                             |                                                                             |
| 8 maart 2009 14:30 | NAC Breda            | 1 - 2 (1 - 0) | Feyenoord                                   | Rat Verlegh Stadion, Breda Toeschouwers: 17.254 Scheidsrechter: Wiedemeijer |
| 8 maart 2009 14:30 | D. Gorter 42' (pen.) |               | 50' G. Wijnaldum Fer 82' Tomasson Pattinama | Rat Verlegh Stadion, Breda Toeschouwers: 17.254 Scheidsrechter: Wiedemeijer |

|                     |                  |               |     |                                                                         |
| 15 maart 2009 12:30 | Feyenoord        | 1 - 0 (0 - 0) | PSV | Stadion Feijenoord, Rotterdam Toeschouwers: 45.000 Scheidsrechter: Blom |
| 15 maart 2009 12:30 | Fer 73' Biseswar |               |     | Stadion Feijenoord, Rotterdam Toeschouwers: 45.000 Scheidsrechter: Blom |

|                     |    |               |           |                                                                  |
| 22 maart 2009 12:30 | AZ | 0 – 0 (0 - 0) | Feyenoord | DSB Stadion, Alkmaar Toeschouwers: 17.067 Scheidsrechter: Luinge |
| 22 maart 2009 12:30 |    |               |           | DSB Stadion, Alkmaar Toeschouwers: 17.067 Scheidsrechter: Luinge |

|                    |                                |               |                   |                                                                    |
| 5 april 2009 14:30 | FC Volendam                    | 2 – 1 (0 - 1) | Feyenoord         | Kras Stadion, Volendam Toeschouwers: 6.002 Scheidsrechter: Nijhuis |
| 5 april 2009 14:30 | D. van Dijk 57', 82' Sheotahul |               | 10' Makaay Lucius | Kras Stadion, Volendam Toeschouwers: 6.002 Scheidsrechter: Nijhuis |

|                     |                                                                              |               |                 |                                                                               |
| 12 april 2009 14:30 | Feyenoord                                                                    | 5 – 1 (2 - 1) | Heracles Almelo | Stadion Feijenoord, Rotterdam Toeschouwers: 43.000 Scheidsrechter: van Sichem |
| 12 april 2009 14:30 | Makaay 3', 23', 59' (pen.) G. Wijnaldum (2x) Landzaat 63' Leerdam 67' Makaay |               | 34' Dost        | Stadion Feijenoord, Rotterdam Toeschouwers: 43.000 Scheidsrechter: van Sichem |

|                     |                                            |               |                                 |                                                                                |
| 18 april 2009 20:45 | Feyenoord                                  | 1 – 0 (0 - 0) | FC Twente                       | Stadion Feijenoord, Rotterdam Toeschouwers: 45.000 Scheidsrechter: Wiedemeijer |
| 18 april 2009 20:45 | Makaay 77' (pen.) Van Bronckhorst 66', 90' |               | 33', 76' Douglas 72', 85' Tioté | Stadion Feijenoord, Rotterdam Toeschouwers: 45.000 Scheidsrechter: Wiedemeijer |

|                     |                         |               |                                                    |                                                                             |
| 26 april 2009 12:30 | ADO Den Haag            | 2 – 3 (0 - 0) | Feyenoord                                          | ADO Den Haag Stadion, Den Haag Toeschouwers: 14.993 Scheidsrechter: Nijhuis |
| 26 april 2009 12:30 | Derijck 61' Knopper 81' |               | 64', 75' Tomasson Biseswar (2x) 82' Makaay De Cler | ADO Den Haag Stadion, Den Haag Toeschouwers: 14.993 Scheidsrechter: Nijhuis |

|                  |                                                |               |                                                        |                                                                            |
| 3 mei 2009 14:30 | FC Utrecht                                     | 2 – 2 (1 - 1) | Feyenoord                                              | Stadion Galgenwaard, (Utrecht) Toeschouwers: 23.500 Scheidsrechter: Luinge |
| 3 mei 2009 14:30 | Caluwé 12' (pen.) 14' George Keller 65' Caluwé |               | 25' Tomasson Van Bronckhorst 73' G. Wijnaldum Biseswar | Stadion Galgenwaard, (Utrecht) Toeschouwers: 23.500 Scheidsrechter: Luinge |

|                   |                                                              |               |                                                         |                                                                         |
| 10 mei 2009 14:30 | Feyenoord                                                    | 2 – 3 (0 - 2) | Roda JC                                                 | Stadion Feijenoord, Rotterdam Toeschouwers: 45.000 Scheidsrechter: Blom |
| 10 mei 2009 14:30 | Tiendalli 20' Makaay 56', 75' (pen.) Mols Hofland ( 73') 83' |               | 14' S. Cissé Kah 21' (pen.) Meeuwis 70' Hadouir Delorge | Stadion Feijenoord, Rotterdam Toeschouwers: 45.000 Scheidsrechter: Blom |

### KNVB beker

#### Eerste ronde
Alle betaaldvoetbalorganisaties in Nederland stromen in tijdens de tweede ronde van het toernooi.

#### Tweede ronde
|                         |                              |                           |         |                                                                               |
| 24 september 2008 20:45 | Feyenoord                    | 3 - 0 (0 - 0, 0 - 0) n.v. | TOP Oss | Stadion Feijenoord, Rotterdam Toeschouwers: 17.500 Scheidsrechter: Van Hulten |
| 24 september 2008 20:45 | Makaay 92' Janota 109', 118' |                           |         | Stadion Feijenoord, Rotterdam Toeschouwers: 17.500 Scheidsrechter: Van Hulten |

#### Derde ronde
|                        |                |               |                                            |                                                                   |
| 12 november 2008 20:00 | HHC Hardenberg | 1 - 5 (1 - 1) | Feyenoord                                  | Univé Stadion, Emmen Toeschouwers: 8.500 Scheidsrechter: Makkelie |
| 12 november 2008 20:00 | Tieltjes 24'   |               | 31', 52' Pedro 51', 76' Makaay 85' Hofland | Univé Stadion, Emmen Toeschouwers: 8.500 Scheidsrechter: Makkelie |

#### Achtste finale
|                       |           |                             |               |                                                                         |
| 20 januari 2008 20:45 | Feyenoord | 0 - 3 (0 - 1)               | sc Heerenveen | Stadion Feijenoord, Rotterdam Toeschouwers: 22.700 Scheidsrechter: Vink |
| 20 januari 2008 20:45 |           | 37', 73' V. Elm 82' Beerens |               | Stadion Feijenoord, Rotterdam Toeschouwers: 22.700 Scheidsrechter: Vink |

### Play-off ticket Europa League
Dit werd gespeeld als best-of-3 (indien er na 2 wedstrijden geen doorslag wie de beste was dan werd er nog een 3de wedstrijd gespeeld).

#### Halve finale
|                   |                                                                                      |               |                                       |                                                                        |
| 16 mei 2009 19:30 | NAC Breda                                                                            | 3 - 2 (0 - 0) | Feyenoord                             | Rat Verlegh Stadion, Breda Toeschouwers: 12.548 Scheidsrechter: Luinge |
| 16 mei 2009 19:30 | Penders 56' Zwaanswijk D. Gorter 60' (pen.) Amoah 83' Lurling Van der Leegte 9', 86' |               | 70' (pen.) Makaay 87' (pen.) Tomasson | Rat Verlegh Stadion, Breda Toeschouwers: 12.548 Scheidsrechter: Luinge |

|                   |           |                                                        |             |                                                                              |
| 24 mei 2009 14:30 | Feyenoord | 0 - 4 (0 - 1)                                          | NAC Breda * | Stadion Feijenoord, Rotterdam Toeschouwers: 22.000 Scheidsrechter: Braamhaar |
| 24 mei 2009 14:30 |           | 31' Penders 52' Reuser 85' Kwakman 87' Kolkka Boukhari |             | Stadion Feijenoord, Rotterdam Toeschouwers: 22.000 Scheidsrechter: Braamhaar |

Bijz.: * Wint over twee wedstrijden met 7-2.

### Vriendschappelijk
|                    |                     |               |                                                                                       |                                                                           |
| 12 juli 2008 17:00 | VV Oirschot Vooruit | 1 - 9 (0 - 4) | Feyenoord                                                                             | Sportpark Moorland, Oirschot Toeschouwers: 3.500 Scheidsrechter: onbekend |
| 12 juli 2008 17:00 | Van der Wal 31'     |               | 14' De Guzmán 19' Landzaat 24', 34' Bruins 52', 74', 80' Biseswar 55' Hofs 70' Janota | Sportpark Moorland, Oirschot Toeschouwers: 3.500 Scheidsrechter: onbekend |

|                    |             |               |                                                                               |                                                                        |
| 15 juli 2008 19:00 | Groot Goes  | 1 - 9 (1 - 2) | Feyenoord                                                                     | Wesselopark, Kloetinge Toeschouwers: onbekend Scheidsrechter: onbekend |
| 15 juli 2008 19:00 | Weijers 38' |               | 22' El Ahmadi 25' Bruins 56', 69', 87' Pedro 60', 73' Leerdam 76', 82' Janota | Wesselopark, Kloetinge Toeschouwers: onbekend Scheidsrechter: onbekend |

|                    |                    |                | |                                                                          |
| 17 juli 2008 19:00 | Sv Velo Wateringen | 1 - 12 (1 - 4) | Feyenoord | Sportcomplex Velo, Wateringen Toeschouwers: onbekend Scheidsrechter: Jol |
| 17 juli 2008 19:00 | Schooneman 37'     |                | 15' Mols 20', 44' Erasmus 33' Janota 47' Makaay 54', 69', 77' Tomasson 60', 72' G. Wijnaldum 65', 78' Bruins | Sportcomplex Velo, Wateringen Toeschouwers: onbekend Scheidsrechter: Jol |

|                                     |                     |               |                 |                                                                           |
| 22 juli 2008 (Trainingskamp ) 19:00 | Feyenoord           | 0 - 2 (0 - 1) | Real Mallorca   | Sportstadion Wörgl, Wörgl Toeschouwers: onbekend Scheidsrechter: onbekend |
| 22 juli 2008 (Trainingskamp ) 19:00 | Landzaat 20' (pen.) |               | 30', 55' Arango | Sportstadion Wörgl, Wörgl Toeschouwers: onbekend Scheidsrechter: onbekend |

|                                     |                          | |           |                                                                           |
| 24 juli 2008 (Trainingskamp ) 00:00 | Regionaalelftal Oberliga | 0 - 12 (0 - 7)                                                                                              | Feyenoord | Sportstadion Wörgl, Wörgl Toeschouwers: onbekend Scheidsrechter: onbekend |
| 24 juli 2008 (Trainingskamp ) 00:00 |                          | 2', 24' Slory 13', 27' Fer 16' Landzaat 20' Greene 41' Bahia 57', 81' Tomasson 69', 87' Janota 84' Manteiga |           | Sportstadion Wörgl, Wörgl Toeschouwers: onbekend Scheidsrechter: onbekend |

|                    |              |               |                    |                                                                            |
| 26 juli 2008 16:00 | FC Dordrecht | 1 - 1 (0 - 1) | Feyenoord          | GN Bouw Stadion, Dordrecht Toeschouwers: onbekend Scheidsrechter: Makkelie |
| 26 juli 2008 16:00 | Ribeiro 69'  |               | 38' (e.d.) Derveld | GN Bouw Stadion, Dordrecht Toeschouwers: onbekend Scheidsrechter: Makkelie |

|                                                     |        |                      |                   |                                                                              |
| 1 augustus 2008 (Feyenoord Jubileum Toernooi) 18:30 | Celtic | 0 - 2 (0 - 1)        | Tottenham Hotspur | Stadion Feijenoord, Rotterdam Toeschouwers: onbekend Scheidsrechter: Kuipers |
| 1 augustus 2008 (Feyenoord Jubileum Toernooi) 18:30 |        | 14' Bent 79' Bentley |                   | Stadion Feijenoord, Rotterdam Toeschouwers: onbekend Scheidsrechter: Kuipers |

|                                                     |                  |               |                   |                                                                           |
| 1 augustus 2008 (Feyenoord Jubileum Toernooi) 20:45 | Feyenoord        | 1 - 2 (1 - 1) | Borussia Dortmund | Stadion Feijenoord, Rotterdam Toeschouwers: onbekend Scheidsrechter: Vink |
| 1 augustus 2008 (Feyenoord Jubileum Toernooi) 20:45 | G. Wijnaldum 41' |               | 5' Kuba 78' Hille | Stadion Feijenoord, Rotterdam Toeschouwers: onbekend Scheidsrechter: Vink |

|                                                     |                                        |               |                   |                                                                               |
| 3 augustus 2008 (Feyenoord Jubileum Toernooi) 17:45 | Tottenham Hotspur                      | 3 - 0 (1 - 0) | Borussia Dortmund | Stadion Feijenoord, Rotterdam Toeschouwers: onbekend Scheidsrechter: onbekend |
| 3 augustus 2008 (Feyenoord Jubileum Toernooi) 17:45 | Darren Bent 10' Giovani 55' O'Hara 88' |               |                   | Stadion Feijenoord, Rotterdam Toeschouwers: onbekend Scheidsrechter: onbekend |

|                                                     |           |               |                                             |                                                                               |
| 3 augustus 2008 (Feyenoord Jubileum Toernooi) 20:00 | Feyenoord | 1 - 3 (0 - 3) | Celtic                                      | Stadion Feijenoord, Rotterdam Toeschouwers: onbekend Scheidsrechter: onbekend |
| 3 augustus 2008 (Feyenoord Jubileum Toernooi) 20:00 | Fer 57'   |               | 13' Samaras 16', 40' Vennegoor of Hesselink | Stadion Feijenoord, Rotterdam Toeschouwers: onbekend Scheidsrechter: onbekend |

|                       |                     |                                                                        |           |                                                                                 |
| 8 augustus 2008 19:30 | Excelsior Maassluis | 0 - 7 (0 - 3)                                                          | Feyenoord | Sportpark Dijkpolder, Maassluis Toeschouwers: onbekend Scheidsrechter: onbekend |
| 8 augustus 2008 19:30 |                     | 16', 35' Biseswar 34' Janota 48' Fer 55' Landzaat 67' Vlaar 72' Bruins |           | Sportpark Dijkpolder, Maassluis Toeschouwers: onbekend Scheidsrechter: onbekend |

|                       |             |               |           |                                                                                 |
| 9 augustus 2008 19:45 | Benfica     | 1 - 0 (0 - 0) | Feyenoord | Estádio da Luz, Lissabon Toeschouwers: onbekend Scheidsrechter: Pedro Henriques |
| 9 augustus 2008 19:45 | Cardozo 69' |               |           | Estádio da Luz, Lissabon Toeschouwers: onbekend Scheidsrechter: Pedro Henriques |

|                        |           |               |           |                                                                         |
| 16 augustus 2008 21:00 | Konyaspor | 0 - 0 (0 - 0) | Feyenoord | Konya Atatürk Stadion, Konya Toeschouwers: onbekend Scheidsrechter: Bal |
| 16 augustus 2008 21:00 |           |               |           | Konya Atatürk Stadion, Konya Toeschouwers: onbekend Scheidsrechter: Bal |

|                        |                             |               |               |                                                                                   |
| 19 augustus 2008 19:00 | Bvv Barendrecht             | 2 – 1 (0 - 0) | Feyenoord     | Sportpark de Bongerd, Barendrecht Toeschouwers: onbekend Scheidsrechter: onbekend |
| 19 augustus 2008 19:00 | Van Zanten 49' Koremans 90' |               | 68' Ramsteijn | Sportpark de Bongerd, Barendrecht Toeschouwers: onbekend Scheidsrechter: onbekend |

|                        |              |                                                          |           |                                                                                    |
| 27 juni 2009 16:00 uur | SC Feyenoord | 0 - 5 (0 - 1)                                            | Feyenoord | Sportcomplex Varkenoord, Rotterdam Toeschouwers: onbekend Scheidsrechter: onbekend |
| 27 juni 2009 16:00 uur |              | 45', 82' Bruins 47' Pattinama 51' (e.d.) Eli 86' De Cler |           | Sportcomplex Varkenoord, Rotterdam Toeschouwers: onbekend Scheidsrechter: onbekend |

|                    |              |                | |                                                                                             |
| 30 juni 2009 19:30 | Wit Rood Wit | 1 - 10 (0 - 5) | Feyenoord | Sportcomplex Noord-Meeuwenoord, Brielle Toeschouwers: onbekend Scheidsrechter: Jan Wegereef |
| 30 juni 2009 19:30 | Hessel 62'   |                | 6' Makaay 30' Bruins 31' Slory 32' Tomasson 44' D. Fernández 52' Hofs 60', 68' (pen.) Landzaat 72', 77' (pen.) Pattinama | Sportcomplex Noord-Meeuwenoord, Brielle Toeschouwers: onbekend Scheidsrechter: Jan Wegereef |

### Europees

#### UEFA Cup

##### Eerste Ronde
|                         |           |               |           |                                                                            |
| 18 september 2008 19:00 | Feyenoord | 0 - 1 (0 - 0) | Kalmar FF | Stadion Feijenoord, Rotterdam Toeschouwers: 22.000 Scheidsrechter: Ceferin |
| 18 september 2008 19:00 |           | 72' V. Elm    |           | Stadion Feijenoord, Rotterdam Toeschouwers: 22.000 Scheidsrechter: Ceferin |

|                      |                  |                   |                                   |                                                                 |
| 2 oktober 2008 18:30 | Kalmar FF        | 1 - 2 (u) (0 - 1) | Feyenoord                         | Borås Arena, Borås Toeschouwers: 9.000 Scheidsrechter: Kinhöfer |
| 2 oktober 2008 18:30 | L. Johansson 46' |                   | 17' G. Wijnaldum 51' (e.d.) Nouri | Borås Arena, Borås Toeschouwers: 9.000 Scheidsrechter: Kinhöfer |

##### Groepsfase (Groep H)
Iedere club speelde een halve competitie bestaande uit 2 thuiswedstrijden en 2 uitwedstrijden.
|                       |                                |               |           |                                                                              |
| 23 oktober 2008 20:45 | AS Nancy                       | 3 - 0 (0 - 0) | Feyenoord | Stade Marcel Picot, Tomblaine Toeschouwers: 11.512 Scheidsrechter: Trefoloni |
| 23 oktober 2008 20:45 | Zerka 47' Feret 54' Helder 85' |               |           | Stade Marcel Picot, Tomblaine Toeschouwers: 11.512 Scheidsrechter: Trefoloni |

|                       |                     |               |                                                           |                                                                         |
| 6 november 2008 19:30 | Feyenoord           | 1 - 3 (1 - 2) | CSKA Moskou                                               | Stadion Feijenoord, Rotterdam Toeschouwers: 13.000 Scheidsrechter: Moen |
| 6 november 2008 19:30 | Van Bronckhorst 29' |               | 14' (e.d.) Van Bronckhorst 40', 80' Love 57', 83' Aldonin | Stadion Feijenoord, Rotterdam Toeschouwers: 13.000 Scheidsrechter: Moen |

|                        |                                             |               |           |                                                                                       |
| 27 november 2008 21:00 | Deportivo La Coruña                         | 3 - 0 (1 - 0) | Feyenoord | Estadio Municipal de Riazor, A Coruña Toeschouwers: 20.000 Scheidsrechter: Ingvarsson |
| 27 november 2008 21:00 | Lopo 30' Hofland 50' (e.d.) A. Guardado 51' |               |           | Estadio Municipal de Riazor, A Coruña Toeschouwers: 20.000 Scheidsrechter: Ingvarsson |

|                        |           |               |             |                                                                              |
| 17 december 2008 20:45 | Feyenoord | 0 - 1 (0 - 1) | Lech Poznań | Stadion Feijenoord, Rotterdam Toeschouwers: 23.000 Scheidsrechter: Dondarini |
| 17 december 2008 20:45 |           | 27' Đurđević  |             | Stadion Feijenoord, Rotterdam Toeschouwers: 23.000 Scheidsrechter: Dondarini |

### Eindstanden
Stand historie Eredivisie
| Wedstrijd | 1  | 2 | 3  | 4  | 5  | 6  | 7  | 8  | 9  | 10 | 11 | 12 | 13 | 14 | 15 | 16 | 17 | 18 | 19 | 20 | 21 | 22 | 23 | 24 | 25 | 26 | 27 | 28 | 29 | 30 | 31 | 32 | 33 | 34 |
| Standen   | 14 | 8 | 10 | 13 | 14 | 15 | 15 | 16 | 13 | 12 | 12 | 11 | 11 | 11 | 12 | 13 | 12 | 12 | 12 | 12 | 11 | 12 | 12 | 11 | 11 | 10 | 10 | 10 | 10 | 10 | 9  | 8  | 7  | 7  |

Toernooischema play-off ticket Europa League
|  | Halve finale       | Halve finale | Halve finale |  |  | Finale | Finale | Finale |  |
|  |                    |              |              |  |  |        |        |        |  |
|  | Vlag van Nederland | NAC Breda*   | 7            |  |  |        |        |        |  |
|  | Vlag van Nederland | Feyenoord    | 2            |  |  |        |        |        |  |
|  | Vlag van Nederland | Feyenoord    | 2            |  |  |        |        |        |  |
|  |                    |              |              |  |  |        |        |        |  |
|  |                    |              |              |  |  |        |        |        |  |
|  |                    |              |              |  |  |        |        |        |  |

Eindstand (Feyenoord Jubileum Toernooi)
De clubs kregen naast het traditionele puntensysteem ook een punt voor elk gescoord doelpunt.
|    | Club              | Wedstrijden | Gewonnen | Gelijk | Verloren | Punten | Totaal punten | Doelpunten voor | Doelpunten tegen | DS +/- |
| -- | ----------------- | ----------- | -------- | ------ | -------- | ------ | ------------- | --------------- | ---------------- | ------ |
| 1. | Tottenham Hotspur | 2           | 2        | 0      | 0        | 6      | 11            | 5               | 0                | +5     |
| 2. | Celtic            | 2           | 1        | 0      | 1        | 3      | 6             | 3               | 3                | 0      |
| 3. | Borussia Dortmund | 2           | 1        | 0      | 1        | 3      | 5             | 2               | 4                | −2     |
| 4. | Feyenoord         | 2           | 0        | 0      | 2        | 0      | 2             | 2               | 5                | −3     |

Eindstand (Groep H)
|    | Club                | Wedstrijden | Gewonnen | Gelijk | Verloren | Punten | Doelpunten voor | Doelpunten tegen | DS +/- |
| -- | ------------------- | ----------- | -------- | ------ | -------- | ------ | --------------- | ---------------- | ------ |
| 1. | CSKA Moskou         | 4           | 4        | 0      | 0        | 12     | 12              | 5                | +7     |
| 2. | Deportivo La Coruña | 4           | 2        | 1      | 1        | 7      | 5               | 4                | +1     |
| 3. | Lech Poznań         | 4           | 1        | 2      | 1        | 5      | 5               | 5                | 0      |
| 4. | AS Nancy            | 4           | 1        | 1      | 2        | 4      | 8               | 7                | +1     |
| 5. | Feyenoord           | 4           | 0        | 0      | 4        | 0      | 1               | 10               | −9     |

## Transfers

### Aangetrokken spelers
- Kermit Erasmus van  Supersport United
- Karim El Ahmadi van FC Twente
- Jon Dahl Tomasson van  Villarreal
- Manteiga van  SE do Gama

### Spelers terug van verhuur
- Diego Biseswar van De Graafschap
- Adalberto Neto van  Ipatinga
- Dwight Tiendalli van Sparta Rotterdam

### Vertrokken spelers
- Karim Saïdi naar  Club Africain
- Nuri Şahin naar  Borussia Dortmund
- Jordy Buijs naar De Graafschap
- Sebastián Pardo naar  Universidad de Chile
- Michael Jansen naar Cambuur Leeuwarden

### Verhuurde spelers
- Jeffrey Altheer aan Excelsior
- Jerson Ribeiro aan FC Dordrecht
- Erwin Mulder aan Excelsior
- Chun-Soo Lee aan  Suwon Samsung Bluewings
- Nicky Hofs aan Vitesse

### Volgend seizoen
De contracten van Serginho Greene, Theo Lucius en Henk Timmer worden niet verlengd. De verhuurde Nicky Hofs mag uitkijken naar een andere werkgever.

## Topscorers

### Eredivisie
| Plek | Speler                   |    | Gescoord met penalty |
| ---- | ------------------------ | -- | -------------------- |
| 1.   | Roy Makaay               | 16 | 4                    |
| 2.   | Jon Dahl Tomasson        | 9  | 3                    |
| 3.   | Diego Biseswar           | 7  | 0                    |
| 4.   | Leroy Fer                | 6  | 0                    |
| 5.   | Georginio Wijnaldum      | 4  | 0                    |
| 6.   | Karim El Ahmadi          | 2  | 0                    |
| 6.   | André Bahia              | 2  | 0                    |
| 6.   | Michael Mols             | 2  | 0                    |
| 9.   | Giovanni van Bronckhorst | 1  | 0                    |
| 9.   | Luigi Bruins             | 1  | 0                    |
| 9.   | Kevin Hofland            | 1  | 0                    |
| 9.   | Danny Landzaat           | 1  | 0                    |
| 9.   | Kelvin Leerdam           | 1  | 0                    |
| 9.   | Andwelé Slory            | 1  | 0                    |

### KNVB beker
| Plek | Speler        |   | Gescoord met penalty |
| ---- | ------------- | - | -------------------- |
| 1.   | Roy Makaay    | 3 | 0                    |
| 2.   | Michał Janota | 2 | 0                    |
| 2.   | Luís Pedro    | 2 | 0                    |
| 4.   | Kevin Hofland | 1 | 0                    |

### Play-offs Europa League
| Plek | Speler            |   | Gescoord met penalty |
| ---- | ----------------- | - | -------------------- |
| 1.   | Roy Makaay        | 1 | 1                    |
| 1.   | Jon Dahl Tomasson | 1 | 1                    |

### Europees

#### UEFA Cup
| Plek | Speler                      |   | Gescoord met penalty |
| ---- | --------------------------- | - | -------------------- |
| 1.   | Giovanni van Bronckhorst    | 1 | 0                    |
| 1.   | Georginio Wijnaldum         | 1 | 0                    |
| 1.   | Eigen doelpunt tegenstander | 1 | n.v.t.               |

### Overall
| Plek | Speler                      |    | Gescoord met penalty |
| ---- | --------------------------- | -- | -------------------- |
| 1.   | Roy Makaay                  | 20 | 5                    |
| 2.   | Jon Dahl Tomasson           | 10 | 4                    |
| 3.   | Diego Biseswar              | 7  | 0                    |
| 4.   | Leroy Fer                   | 6  | 0                    |
| 5.   | Georginio Wijnaldum         | 5  | 0                    |
| 6.   | Karim El Ahmadi             | 2  | 0                    |
| 6.   | André Bahia                 | 2  | 0                    |
| 6.   | Giovanni van Bronckhorst    | 2  | 0                    |
| 6.   | Kevin Hofland               | 2  | 0                    |
| 6.   | Michał Janota               | 2  | 0                    |
| 6.   | Michael Mols                | 2  | 0                    |
| 6.   | Luís Pedro                  | 2  | 0                    |
| 13.  | Luigi Bruins                | 1  | 0                    |
| 13.  | Danny Landzaat              | 1  | 0                    |
| 13.  | Kelvin Leerdam              | 1  | 0                    |
| 13.  | Andwelé Slory               | 1  | 0                    |
| 13.  | Eigen doelpunt tegenstander | 1  | n.v.t.               |

Mannen
1954/55 · 1955/56 · 1956–1988 · 1988/89 · 1989/90 · 1990/91 · 1991/92 · 1992/93 · 1993/94 · 1994/95 · 1995/96 · 1996/97 · 1997/98 · 1998/99 · 1999/00 · 2000/01 · 2001/02 · 2002/03 · 2003/04 · 2004/05 · 2005/06 · 2006/07 · 2007/08 · 2008/09 · 2009/10 · 2010/11 · 2011/12 · 2012/13 · 2013/14 · 2014/15 · 2015/16 · 2016/17 · 2017/18 · 2018/19 · 2019/20 · 2020/21 · 2021/22 · 2022/23 · 2023/24 · 2024/25 · 2025/26

Vrouwen
2021/22 · 2022/23 · 2023/24 · 2024/25 · 2025/26
ADO Den Haag ·
Ajax ·
AZ ·
Feyenoord ·
De Graafschap ·
FC Groningen ·
sc Heerenveen ·
Heracles Almelo ·
NAC Breda ·
N.E.C. ·
PSV ·
Roda JC ·
Sparta Rotterdam ·
FC Twente ·
FC Utrecht ·
Vitesse ·
FC Volendam ·
Willem II